# Eithea blumenavia
Espèce
Synonymes
- Amaryllis blumenavia (K.Koch & C.D.Bouché ex Carrière) Traub[1]
- Amaryllis iguapensis (R.Wagner) Traub & Uphof[1]
- Griffinia blumenavia K.Koch & C.D.Bouché ex Carrière[1]
- Hippeastrum blumenavia (K. Koch & C. D. Bouché) Sealy[2]
- Hippeastrum blumenavia (K.Koch & C.D.Bouché ex Carrière) Sealy[1]
- Hippeastrum iguapense R.Wagner[1]

Eithea blumenavia est une espèce de plantes bulbeuses de la famille des Amaryllidaceae, originaire d'Amérique du Sud.
Son épithète spécifique rend hommage à Hermann Blumenau qui, le premier, a récolté cette espèce sur l'île de Santa Catarina.